# Peter Sillett
Richard Peter Tudor Sillett (ismert nevén Peter Sillett; (Southampton, 1933. február 1. – Ashford, 1998. március 13.) angol labdarúgóhátvéd. Édesapja, Charlie Sillett és bátyja, John Sillett is labdarúgó volt.
Az angol válogatott tagjaként részt vett az 1958-as labdarúgó-világbajnokságon.